# Anton Nicolae
Anton Nicolae (n. 13 august 1937) este un actor de pantomimă. Împreună cu Romulus Sârbu a înființat la finalul anilor '50 cuplul comic fantezist „Anton și Romică”.

## Studii
- Școala de Coregrafie "Floria Capssaly" (1951-1954)

## Activitate profesională
- Ansamblul Sfatul Capitalei (1951-1954)
- Actor la Teatrul "Constantin Tănase" (1954-1995)
- A înființat cuplul comic fantezist ”Anton și Romică” împreună cu Romulus Sârbu (activ între 1959-1988)
- Din anul 1958 cei doi s-au dedicat exclusiv acestui duet, debutând într-un spectacol intitulat "Concertul tinereții" la Teatrului Satiric-Muzical "Constantin Tănase" din București
- Datorită succesiunii în spectacolele teatrului cuplul a devenit indispensabil genului de revistă și music-hall
- Au efectuat turnee în Budapesta, München, Halatarbuti - Tel-Aviv, San Giusto, la Festivalul Trieste din Italia, Estrada Varșovia, URSS, Turcia, Grecia, Egipt, etc.

## Spectacole în țară și străinătate
- "Aventurile unei umbre"
- "Revista dragostei"
- "Primul spectacol" (1952)
- "Fără mănuși" (1953-1954)
- "Cer cuvântul"
- "Pe aripile revistei"
- "Ca la revistă" (1963)
- "Revista de altădată"
- "Revista dragostei" 1965
- "La grădina Cărăbuș"
- "Colibri music-hall"
- "Pardon, scuzați, bonsoir"
- "Revista cu paiațe"
- "Cer cuvântul la diverse"
- "Deschis pentru renovare"
- "De la Cărăbuș la Savoy"
- "Revista în luna de miere"
- "Revista 58" (1957)
- "Nuntă la mănăstire" (1958)

## Filmografie
- Tată de duminică  (1975)

## Premii
- Ordinul Meritul Cultural (1968)[3]
- Diplomă de Onoare oferită de Ministerul Culturii din Cairo, Egipt;

## Legături externe
- Anton Nicolae pe site-ul Teatrului Tănase